# 宝徳寺 (東京都港区)
宝徳寺（ほうとくじ）は、東京都港区三田四丁目に存在する浄土真宗本願寺派の寺院である。

## 位置
魚籃坂の中腹、魚籃寺と大信寺の間に位置する。　　　　　　　　

## アクセス
- 東京メトロ南北線・都営地下鉄三田線 白金高輪駅より徒歩2分
- 都営地下鉄浅草線　泉岳寺駅より徒歩10分